# George Senesky
George Lawrence Senesky (Mahanoy City, Pennsylvania, 4 de abril de 1922-Cape May Court House, Nueva Jersey, 26 de junio de 2001) fue un jugador y entrenador de baloncesto estadounidense que disputó ocho temporadas entre la BAA y la NBA, todas ellas en los Philadelphia Warriors, de los cuales fue entrenador durante otras tres temporadas, y una más en la ABL. Con 1,88 metros de estatura, jugaba en la posición de base.

## Trayectoria deportiva

### Universidad
Jugó durante su etapa universitaria con los Hawks de la Universidad de San José, siendo designado jugador del año y elegido en el primer equipo consensuado All-America en 1943. Ese año lideró a todo el país en anotación, promediando 23,4 puntos por partido. Batió el récord de anotación en un partido ante Rutgers-Newark, con 44 puntos, y el de tiros de campo anotados en el mismo partido, 19, este último todavía vigente hoy en día.

### Profesional
Tras un breve paso por la ABL, en 1946 ficha por los Philadelphia Warriors, donde permanecería a lo largo del resto de su carrera, ocho temporadas. Nada más llegar al equipo, en su primera temporada se proclamaría campeón de la BAA, tras derrotar a los Chicago Stags en las Finales por 4–1. Senesky promedió 6,3 puntos por partido.
La mejor temporada de toda su carrera a nivel estadístico sería la 1950-51, en la que promedió 10,4 puntos, 5,3 asistencias y 5,0 rebotes por partido. Se retiró al término de la temporada 1953-54, con 32 años de edad.

### Entrenador
Un año después de retirarse, fue contratado como entrenador de los Warriors, sustituyendo precisamente a quien había sido su entrenador durante ocho temporadas, Edward Gottlieb, y tal y como ocurriera en su etapa de jugador, en su primera temporada al frente del equipo se proclamó campeón de la NBA, derrotando en las Finales a los Fort Wayne Pistons por 4–1. Esa misma temporada también se hizo cargo del equipo de la Conferencia Este en el All-Star Game disputado en Rochester (Nueva York), en el que cayeron ante la Conferencia Oeste por 108–94.
Dirigió dos temporadas más a los Warriors en los cuales no consiguió clasificar al equipo para los play-offs, tras las cuales fue sustituido por Al Cervi.

## Estadísticas de su carrera en la BAA y la NBA

### Temporada regular
| Temporada | Edad | Equipo                | Liga  | P   | TIT | MIN  | TC  | TCA  | %TC  | 3P | 3PA | %3P | TL  | TLA | %TL  | R.OF. | R.DEF. | REB | ASIS | ROB | TAP | PER | FP  | PTS  |
| 1946-47   | 24   | Philadelphia Warriors | BAA   | 58  |     |      | 2.4 | 9.2  | .267 |    |     |     | 1.4 | 2.1 | .661 |       |        |     | 0.6  |     |     |     | 1.4 | 6.3  |
| 1947-48   | 25   | Philadelphia Warriors | BAA   | 47  |     |      | 3.4 | 12.1 | .277 |    |     |     | 2.1 | 3.1 | .667 |       |        |     | 1.1  |     |     |     | 1.9 | 8.8  |
| 1948-49   | 26   | Philadelphia Warriors | BAA   | 60  |     |      | 2.3 | 8.6  | .267 |    |     |     | 1.9 | 2.5 | .730 |       |        |     | 3.9  |     |     |     | 2.2 | 6.5  |
| 1949-50   | 27   | Philadelphia Warriors | NBA   | 68  |     |      | 3.3 | 10.4 | .320 |    |     |     | 2.3 | 3.3 | .704 |       |        |     | 3.9  |     |     |     | 2.4 | 9.0  |
| 1950-51   | 28   | Philadelphia Warriors | NBA   | 65  |     |      | 3.8 | 10.8 | .354 |    |     |     | 2.8 | 3.7 | .761 |       |        | 5.0 | 5.3  |     |     |     | 2.2 | 10.4 |
| 1951-52   | 29   | Philadelphia Warriors | NBA   | 57  |     | 33.8 | 2.9 | 8.0  | .361 |    |     |     | 2.6 | 3.4 | .753 |       |        | 4.1 | 4.9  |     |     |     | 2.2 | 8.3  |
| 1952-53   | 30   | Philadelphia Warriors | NBA   | 69  |     | 33.9 | 2.3 | 7.0  | .330 |    |     |     | 1.3 | 2.1 | .637 |       |        | 3.7 | 3.8  |     |     |     | 2.4 | 6.0  |
| 1953-54   | 31   | Philadelphia Warriors | NBA   | 58  |     | 13.3 | 0.7 | 2.1  | .345 |    |     |     | 0.5 | 0.9 | .547 |       |        | 1.1 | 1.4  |     |     |     | 1.4 | 1.9  |
| Total     |      |                       | TOTAL | 482 |     | 27.3 | 2.7 | 8.5  | .313 |    |     |     | 1.9 | 2.6 | .702 |       |        | 3.5 | 3.2  |     |     |     | 2.0 | 7.2  |
|           |      |                       | NBA   | 317 |     | 27.3 | 2.7 | 7.8  | .340 |    |     |     | 1.9 | 2.7 | .710 |       |        | 3.5 | 3.9  |     |     |     | 2.1 | 7.2  |
|           |      |                       | BAA   | 165 |     |      | 2.7 | 9.8  | .271 |    |     |     | 1.8 | 2.6 | .688 |       |        |     | 1.9  |     |     |     | 1.9 | 7.1  |

### Playoffs
| Temporada | Edad | Equipo                | Liga  | P  | MIN | TCA | TC  | 3PA | 3P | TLA | TL  | R.OF. | REB | ASIS | ROB | TAP | PER | FP | PTS | %TC  | %3P | %FT  | MIN  | PTS  | REB | AST |
| 1946-47   | 24   | Philadelphia Warriors | BAA   | 10 |     | 44  | 139 |     |    | 21  | 26  |       |     | 8    |     |     |     | 15 | 109 | .317 |     | .808 |      | 10.9 |     | 0.8 |
| 1947-48   | 25   | Philadelphia Warriors | BAA   | 13 |     | 50  | 159 |     |    | 29  | 45  |       |     | 10   |     |     |     | 33 | 129 | .314 |     | .644 |      | 9.9  |     | 0.8 |
| 1948-49   | 26   | Philadelphia Warriors | BAA   | 2  |     | 3   | 22  |     |    | 6   | 8   |       |     | 4    |     |     |     | 6  | 12  | .136 |     | .750 |      | 6.0  |     | 2.0 |
| 1949-50   | 27   | Philadelphia Warriors | NBA   | 2  |     | 6   | 16  |     |    | 2   | 4   |       |     | 3    |     |     |     | 2  | 14  | .375 |     | .500 |      | 7.0  |     | 1.5 |
| 1950-51   | 28   | Philadelphia Warriors | NBA   | 2  |     | 4   | 22  |     |    | 7   | 9   |       | 7   | 15   |     |     |     | 6  | 15  | .182 |     | .778 |      | 7.5  | 3.5 | 7.5 |
| 1951-52   | 29   | Philadelphia Warriors | NBA   | 3  | 120 | 18  | 33  |     |    | 7   | 11  |       | 12  | 11   |     |     |     | 9  | 43  | .545 |     | .636 | 40.0 | 14.3 | 4.0 | 3.7 |
| Total     |      |                       | TOTAL | 32 | 120 | 125 | 391 |     |    | 72  | 103 |       | 19  | 51   |     |     |     | 71 | 322 | .320 |     | .699 | 40.0 | 10.1 | 3.8 | 1.6 |
|           |      |                       | BAA   | 25 |     | 97  | 320 |     |    | 56  | 79  |       |     | 22   |     |     |     | 54 | 250 | .303 |     | .709 |      | 10.0 |     | 0.9 |
|           |      |                       | NBA   | 7  | 120 | 28  | 71  |     |    | 16  | 24  |       | 19  | 29   |     |     |     | 17 | 72  | .394 |     | .667 | 40.0 | 10.3 | 3.8 | 4.1 |